# McLaren MP4/15
De McLaren MP4/15 was de Formule 1-auto van McLaren-Mercedes van 2000. De wagen was de opvolger van de McLaren MP4/14 waarmee Mika Häkkinen voor de tweede keer wereldkampioen werd. De McLaren MP4/15 en Ferrari F1-2000 waren de enige wagens die een race wonnen in 2000. Het seizoen was dan ook een groot duel tussen McLaren en Scuderia Ferrari. Uiteindelijk won Ferrari met Michael Schumacher beide de coureur- en constructeurskampioenschap.

## Resultaten
| Resultaat                     |
| ----------------------------- |
| Winnaar                       |
| Tweede plaats                 |
| Derde plaats                  |
| Gefinisht (punten)            |
| Gefinisht (geen punten)       |
| Niet geklasseerd (NC)         |
| Uitgevallen (DNF)             |
| Niet gekwalificeerd (DNQ)     |
| Gediskwalificeerd (DSQ)       |
| Niet gestart (DNS)            |
| Gewond (INJ)                  |
| Uitgesloten (EX)              |
| Teruggetrokken (WD)           |
| Niet deelgenomen (blanco cel) |
| vetgedrukt (pole position)    |
| cursief (snelste ronde)       |

| Jaar | Chassis        | Motor                        | Banden | Coureurs        | 1   | 2   | 3   | 4   | 5   | 6   | 7   | 8   | 9   | 10  | 11  | 12  | 13  | 14  | 15  | 16  | 17  | Punten     | WK-plaats |
| ---- | -------------- | ---------------------------- | ------ | --------------- | --- | --- | --- | --- | --- | --- | --- | --- | --- | --- | --- | --- | --- | --- | --- | --- | --- | ---------- | --------- |
| 2000 | McLaren MP4/15 | Mercedes-Benz FO110J 3.0 V10 | B      |                 | AUS | BRA | SMR | GBR | SPA | EUR | MON | CAN | FRA | OOS | DUI | HON | BEL | ITA | USA | JPN | MAL | 152 (162*) | Zilver    |
| 2000 | McLaren MP4/15 | Mercedes-Benz FO110J 3.0 V10 | B      | Mika Häkkinen   | DNF | DNF | 2   | 2   | 1   | 2   | 6   | 4   | 2   | 1*  | 2   | 1   | 1   | 2   | DNF | 2   | 4   | 152 (162*) | Zilver    |
| 2000 | McLaren MP4/15 | Mercedes-Benz FO110J 3.0 V10 | B      | David Coulthard | DNF | DSQ | 3   | 1   | 2   | 3   | 1   | 7   | 1   | 2   | 3   | 3   | 4   | DNF | 5   | 3   | 2   | 152 (162*) | Zilver    |
| Jaar | Chassis        | Motor                        | Banden | Coureurs        | 1   | 2   | 3   | 4   | 5   | 6   | 7   | 8   | 9   | 10  | 11  | 12  | 13  | 14  | 15  | 16  | 17  | Punten     | WK-plaats |

* McLaren scoorde eigenlijk 162 punten, maar de 10 punten die gescoord werden door Mika Häkkinen tijdens de Grote Prijs van Oostenrijk werden eraf getrokken omdat zijn wagen niet aan de regels voldeed.

### Eindstand coureurskampioenschap
- Mika Häkkinen: 2e (89pnt)
- David Coulthard: 3e (73pnt)